# 不都合な真実
『不都合な真実』（ふつごうなしんじつ、原題: An Inconvenient Truth）は、2006年のアメリカ合衆国のドキュメンタリー映画。アル・ゴア元アメリカ合衆国副大統領が主演を務めている。また続編も存在する。
第79回アカデミー賞長編ドキュメンタリー映画賞・アカデミー歌曲賞を受賞し、本作で環境問題啓発に貢献したとしてゴアがノーベル平和賞を授与されている。

## 内容
アル・ゴアが地球温暖化を訴えるスライド講演に、彼の生い立ちを辿るフィルムを交える構成のドキュメンタリー映画である。過去の気象データや温暖化により変化した自然の光景を用い、環境問題を直視しない政府の姿勢を批判しており、自然環境を意識しつつ日常を生活する重要さを訴えている。

## キャスト
- アル・ゴア（日本語吹替：石波義人）

## スタッフ
- 監督：デイビス・グッゲンハイム
- 製作総指揮：ジェフ・スコル、デイビス・グッゲンハイム、ダイアン・ワイアーマン、リッキー・ストラウス、ジェフ・アイヴァース
- 製作：ローリー・デヴィッド（英語版）、ローレンス・ベンダー、スコット・Z・バーンズ
- 音楽：マイケル・ブルック（英語版）
- 配給：パラマウント・クラシックス、UIP

## 評価
アメリカではブッシュ政権が「地球温暖化など単なる学問上の仮説で、温暖化現象は現実に確認できていない」とする公式見解で温暖化を否定し、ほとんどのメディア報道も追従しており、地球環境の温暖化問題について本作で初めて知ったアメリカ人もおり国内で強い影響を与えた、とする評もある。
他方で、内容が事実誤認やデータ誇大化などにより「センセーショナリズムが勝る」等の批判もある。イギリスでは学校での公開は政治的活動であると保護者らから提訴され、英高等法院は「9ヶ所事実誤認している場所がある」として「是正措置を取るように」と判決した。しかし、地球温暖化の問題提起は妥当として、保護者らの「上映差し止め」請求は退けている。アル・ゴア#環境問題項で詳述する。
本作は多数の論者らが話題にしている。一例をあげると、上記英高等法院は「西南極とグリーンランド氷床の融解により、近い将来海水準が最大20フィート上昇する可能性がある」とするゴアの主張を「これは明らかに人騒がせで、グリーンランド氷床の融解では相当量の水が放出されるが、それは1000年以上先のことである。」と判断している。しかしながら、「前回に当たる約12万年前の間氷期に、氷床崩壊により数十年間で海面が3メートル程度上昇した。」とする研究結果が、2009年4月16日発売の英科学誌ネイチャーに掲載されている。

### 興行収入
北アメリカでは4館で公開がスタートし、初週末3日間で28万1330ドルを稼いで初登場22位である。翌週末は77館に拡大されて135万6387ドルを稼ぎ9位である。最終的に587館まで拡大公開されて北米の累計興行収入は241万46161ドルで、北米でのドキュメンタリー映画興行収入として『シッコ』（2007年）に次ぎ歴代6位である。
日本では、TOHOシネマズ六本木ヒルズで2007年1月20日の公開以来1年以上上映され、上映開始映画館での1年以上長期上映は『ニューシネマ・パラダイス』を抜き歴代1位である。

### 受賞歴
| 賞                                   | 部門                       | 候補者                                                 | 結果       |
| ------------------------------------ | -------------------------- | ------------------------------------------------------ | ---------- |
| アカデミー賞                         | 長編ドキュメンタリー映画賞 | デイビス・グッゲンハイム                               | 受賞       |
| アカデミー賞                         | 歌曲賞                     | "I Need to Wake Up" メリッサ・エスリッジ（作詞・作曲） | 受賞       |
| ナショナル・ボード・オブ・レビュー賞 | ドキュメンタリー映画賞     |                                                        | 受賞       |
| ロサンゼルス映画批評家協会賞         | ドキュメンタリー映画賞     |                                                        | 受賞       |
| ワシントンD.C.映画批評家協会賞       | ドキュメンタリー映画賞     |                                                        | 受賞       |
| クリティクス・チョイス・アワード     | ドキュメンタリー映画賞     |                                                        | 受賞       |
| クリティクス・チョイス・アワード     | 歌曲賞                     | "I Need to Wake Up" メリッサ・エスリッジ（作詞・作曲） | ノミネート |

## 日本での影響
日本では、本作公開時に、国会質疑において、「環境大臣はこの映画を観ているのか？」との質疑などがなされた。また、チェイニー副大統領の来日に際して、安倍晋三首相が本作に掛けて、「日米で協力して地球温暖化対策を進めよう」と持ちかけたところ、「あの映画はアル・ゴアのプロパガンダだ」と不快感が示された旨が、『報道ステーション』などで報道された。

## 書籍版
- 『不都合な真実』（ランダムハウス講談社）ISBN 978-4270001813
- 『私たちの選択』（ランダムハウス講談社）ISBN 9784270005514　－『不都合な真実』の続編[13]。